# Chitry-les-Mines
Chitry-les-Mines é uma comuna francesa na região administrativa de Borgonha-Franco-Condado, no departamento Nièvre. Estende-se por uma área de 6,2 km². Em 2010 a comuna tinha 212 habitantes (densidade: 34,2 hab./km²).